# Aleuroclava vernoniae
Aleuroclava vernoniae là một loài côn trùng cánh nửa trong họ Aleyrodidae, phân họ Aleyrodinae.
Aleuroclava vernoniae được Meganathan & David miêu tả khoa học đầu tiên năm 1994.